# Aeroporto de São Domingos do Maranhão
O Aeroporto de São Domingos do Maranhão é um aeroporto brasileiro localizado no município de São Domingos do Maranhão, no Maranhão. Sua pista possui 1200 metros em terra e é sinalizada.  